# タヴィ・ゲヴィンソン
タヴィ・ゲヴィンソン（Tavi Gevinson, 1996年4月21日 - ）は、アメリカ合衆国の雑誌ライター・編集者、女優。12歳で始めたファッション・ブログで有名になった。

## 略歴
シカゴでユダヤ人家庭の3姉妹の末子として生まれ、オークパークで育つ。父親は高校教師、母親はオスロ出身の織物職人でヘブライ語教師。2008年からStyle Rookieというファッションブログを始めたところ、おしゃれな子供として注目され、ファッションウィークに招待されたり、国内外の雑誌に取り上げられるなどして一躍有名になった。ユナイテッド・タレント・エージェンシーに所属し、2008年より演技や声優などタレント活動も始める。2011年に、ファッションやポップカルチャー、フェミニズムを扱う10代向けオンライン雑誌『Rookie』を立ち上げ、記事の執筆・編集を担当。

## 出演作品
- おとなの恋には嘘がある（クロエ）
- トワイライト・ゾーン2 #7 （マギー）